# Verneuil-sur-Vienne
Verneuil-sur-Vienne è un comune francese di 4 428 abitanti situato nel dipartimento dell'Alta Vienne nella regione della Nuova Aquitania.

## Società

### Evoluzione demografica
Abitanti censiti